# Juan Miguel López González
Juan Miguel López González (Badalona, 1964) és un professor universitari i polític català, regidor de l'Ajuntament de Badalona per Ciutadans.
És llicenciat en Ciències Físiques i màster en Ciències de Materials i doctor cum laude en Ciències Físiques. Des de 1997 és professor titulat d'universitat a l'Escola Tècnica Superior d'Enginyeria Electrònica de la Universitat Politècnica de Catalunya. A més, ha treballat també en l'àmbit de l'empresa privada.
L'abril de 2015 va ser elegit cap de llista de Ciutadans a les eleccions municipals com a alcaldable per Badalona, si bé sense prèvia experiència en els ambients polítics locals. Va entrar a l'Ajuntament com a únic regidor de C's, durant la sessió d'investidura es va votar a si mateix. El 2016 es va incorporar a la Diputació de Barcelona com a portaveu adjunt, en substitució de Sonia Sierra, i com a participant de les comissions de Desenvolupament Local, Territori i Sostenibilitat.